# Wild ’N Free
A "Wild 'N Free" című dal a svéd Rednex 4. kimásolt kislemeze első debütáló Sex & Violins című stúdióalbumukról. A dal techno-country stílusa eredetileg Jacques Offenbach német zeneszerző Orpheus in the Underworld című művéből származik. A dal hallható a Pata tanya: Baromi buli című 2006-os animációs filmben is.

## Megjelenések
12"  Európa Jive – 74321 302581
- A1	Wild 'N Free (Original Extended) 4:54
- A2	Wild 'N Free (Original Edit) 3:39
- B1	Wild 'N Free (Remix Extended) 4:49 Remix – Charly Lownoise & Mental Theo
- B2	Wild 'N Free (Remix Edit) 3:52 Remix – Charly Lownoise & Mental Theo

## Slágerlista
| Slágerlista (1995)               | Legjobb helyezés |
| -------------------------------- | ---------------- |
| Ausztria Austrian Singles Chart  | 12               |
| Finnország Finnish Singles Chart | 11               |
| Svédország Swedish Singles Chart | 37               |
| Svédország Swedish Singles Chart | 3                |
| Svájc Swiss Singles Chart        | 24               |